# Teodeberto II
Teodeberto II (586 — 612) foi rei da Austrásia de 595 até sua morte. Era filho e herdeiro de Quildeberto II. Herdou o reino da Austrásia quando seu pai morreu em 595, mas que era governado por sua avó Brunilda, a quem ele sucedeu após a expulsão dela em 599.